# Suzanne Mbomback
Suzanne Mbomback (10 tháng 10 năm 1956 – 3 tháng 8 năm 2010), tên đầy đủ Suzanne Marie Cécile Bandolo Essamba là một giáo viên trung học và chính trị gia người Cameroon. Bà được bổ nhiệm làm Bộ trưởng Trao quyền Phụ nữ và Gia đình (Minproff) vào ngày 8 tháng 12 năm 2004.

## Hoạt động học tập và sự nghiệp
Trước khi được bổ nhiệm làm Bộ trưởng, Suzanne Mbomback đã học trường tiểu học và trung học tại Yaoundé và sau đó lấy được bằng cử nhân năm 1976. Bà đã làm và hoàn thành các nghiên cứu thư ký, tốt nghiệp với Chứng chỉ kỹ thuật bậc cao và BIPCT về kỹ thuật hành chính. Vào cuối sự nghiệp học tập của mình, bà đã có được bằng tốt nghiệp giảng dạy ở trường trung học kỹ thuật, khiến bà trở thành giáo viên dạy cao đẳng kỹ thuật của Yaoundé và Sangmélima.
Năm 2000, bà được bổ nhiệm vào vị trí Thanh tra sư phạm tại Đoàn giáo dục tỉnh cho khu vực trung tâm.

## Chính trị
Năm 1999, bà bắt đầu sự nghiệp chính trị của mình với tư cách là chủ tịch sáng lập của cơ sở ủy ban trong Cánh phụ nữ của Phong trào dân chủ nhân dân Cameroon (WCPDM) của Bộ phận Nam Essos.
Từ năm 2004 đến 2009, bà đóng vai trò là Bộ trưởng Trao quyền cho Phụ nữ và Gia đình (Minproff)..
Năm 2007, bà bắt đầu tiến hành những cuộc hôn nhân tập thể ở Cameroon trong nỗ lực kiềm chế sống thử.
Rất lâu trước khi kết hôn, bà đã tổ chức các cuộc hội thảo giáo dục vợ/chồng tương lai về các khía cạnh pháp lý, xã hội học và tâm lý của hôn nhân.
Cuộc chiến của bà chống lại cắt âm vật dẫn bà đến các khu vực phía bắc.